# Olympischer Ruderclub Rostock von 1956
Olympischer Ruderclub Rostock von 1956 (ORC Rostock) ist der Name eines Sportvereins aus Rostock.

## Geschichte und Lage
Der Verein wurde am 12. Dezember 1990 gegründet und ist der Nachfolgeverein des ASK Vorwärts Rostock, der am 1. November 1956 gegründet worden war.
Sitz des Vereins ist Rostock, das Bootshaus befindet sich in Kessin an der Warnow. Hier ist auch ein Bundesstützpunkt und ein Landesstützpunkt für den Rudersport angesiedelt.

## Bekannte Sportler
Die letzte olympische Medaille für einen Ruderer des ASK Vorwärts gab es 1980. Die erste und bis 2021 einzige Medaille für einen Ruderer des ORC Rostock erkämpfte Hans Sennewald bei den Olympischen Spielen 1992, er gewann Bronze mit dem Deutschland-Achter. Peter Thiede gewann bei den Weltmeisterschaften 1993 als Steuermann des Deutschland-Achters den Weltmeistertitel. Bei den gleichen Weltmeisterschaften gewann Hans Sennewald Silber im Zweier ohne Steuermann. Michael Peter, Thomas Woddow und Steuermann Kuno Hochhut wurden Dritte im Zweier mit Steuermann. Zwei Jahre später wurde Marko Schwalbe Weltmeisterschaftszweiter im Doppelvierer.
Bei den Weltmeisterschaften 2003 gewann Marie-Louise Dräger im Leichtgewichts-Doppelzweier ihren ersten Weltmeistertitel. Matthias Flach wurde Dritter im Vierer mit Steuermann. 2005 in Gifu gab es erneut Gold für Dräger und Bronze für Flach. 2006 in Eton wurde dann auch Matthias Flach Weltmeister. 2007 in München erruderten sowohl Dräger als auch Flach eine Bronzemedaille. Bei den Weltmeisterschaften 2009 wurde Stephan Krüger Weltmeister im Doppelzweier. Im Jahr darauf bei den Weltmeisterschaften in Neuseeland gewann Marie-Louise Dräger Gold im Leichtgewichts-Einer und mit dem Leichtgewichts-Doppelvierer. 2011 wurde Krüger WM-Zweiter.
Bei den seit 2007 wieder ausgetragenen Europameisterschaften waren Stephan Krüger und Marie-Louise Dräger ebenfalls erfolgreich. Auch Ulrike Sennewald, die Tochter von Hans Sennewald, gewann Europameisterschaftsmedaillen. Seit 2022 tritt der Para-Ruderer Marcus Klemp für den ORC Rostock an. 2023 wurde er Europameisterschaftsdritter im Para-Einer.